# Crisis energética

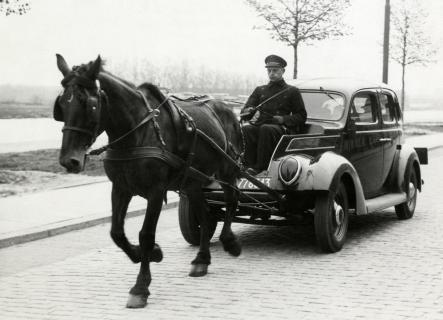
Durante la ocupación alemana en Holanda (Segunda Guerra Mundial), la gente trataba de usar los automóviles sin usar combustible debido a su escasez. En la foto se muestra un Ford V tirado por un caballo, en donde se puede observar que el lugar usualmente previsto para el motor, fue readaptado para allí ubicar al conductor (Holanda, La Haya, 14 de mayo de 1941).

Una crisis energética es una repentina escasez (o una drástica subida de precio) en el suministro de fuentes energéticas. Normalmente hace referencia a una disminución de la disponibilidad de petróleo, electricidad, u otros recursos naturales. La crisis a menudo repercute en el resto de la economía, provocando una recesión. En particular, los costos de producción de electricidad crecen, lo que eleva los costos de las manufacturas. Para el consumidor, el precio del combustible (gasolina o gasóleo) para automoción aumenta, lo que lleva a este consumidor a reducir sus gastos en otras partidas y a una menor confianza.

## Economía

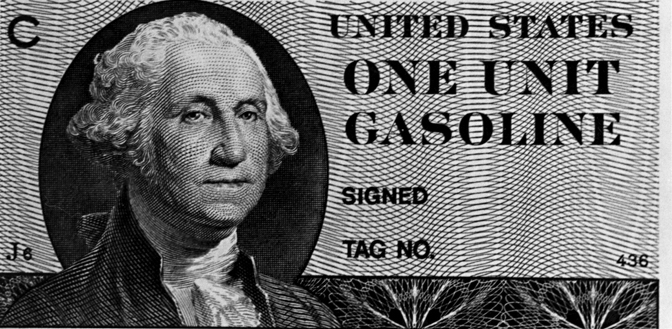
Durante la crisis del petróleo de 1979 se imprimieron cupones para el racionamiento de la gasolina, pero no llegaron a utilizarse.

En una economía de mercado el precio de los productos energéticos, tales como el petróleo, el gas o la electricidad se comportan según un principio de oferta y demanda que puede ocasionar cambios repentinos en el precio de la energía cuando cambia la oferta o la demanda. No obstante, en algunos casos una crisis energética obedece a una imposibilidad del mercado de ajustar los precios en respuesta a una disminución de la materia disponible. En otros casos, la crisis puede estar influenciada por la falta de un mercado libre. Algunos economistas han discutido que la crisis energética de 1973 fue empeorada por el control de precios.
El suministro del petróleo está controlado en gran medida por las compañías petrolíferas nacionales de países con reservas abundantes de petróleo barato, entre ellos los Emiratos Árabes Unidos, Arabia Saudita, Venezuela, Noruega y Kuwait. Muchos de estos países han formado un cartel conocido como OPEP (Organización de Países Exportadores de Petróleo). Puesto que la OPEP controla una gran proporción de la producción de petróleo, ejerce una fuerte influencia en el precio mundial del petróleo. Cuando la OPEP decide reducir las cuotas de producción a sus países miembros, esto tiende a elevar el precio del petróleo por cuanto que el suministro disminuye. De forma similar, la OPEP puede incentivar la producción de petróleo para incrementar la oferta y contener a la baja el precio.
No obstante, existen límites a las acciones de la OPEP. Si la OPEP hace subir el precio del petróleo demasiado, la demanda disminuye y la producción de petróleo de los campos menos productivos o de fuentes alternativas tales como las pizarras bituminosas pasan a ser rentables. Además, las economías de los países exportadores de petróleo son muy dependientes del petróleo y las acciones para restringir el suministro de petróleo pueden tener efectos adversos para sus economías.

### Demanda de petróleo
El transporte representa la mayor demanda de crudo, seguida de la calefacción y la generación de electricidad. Además, las industrias de plásticos, productos farmacéuticos y fibra sintética dependen del crudo para fabricar materias primeras para su producción. La demanda de petróleo para calefacción en el invierno del hemisferio norte produce fluctuaciones estacionales en la demanda, que crecen al principio del invierno. Los Estados Unidos suponen la mayor demanda de petróleo, con un consumo de alrededor del 25% de la producción mundial.

## Crisis históricas
- Crisis del petróleo de 1973; a causa del embargo de la exportación de petróleo por parte de los países productores árabes (OPEP) a los principales países industrializados, en respuesta al apoyo occidental a Israel en el conflicto árabe-israelí.
- Crisis del petróleo de 1979 o segunda crisis del petróleo; a causa de la revolución iraní y la posterior guerra Irán-Irak.
- Crisis del petróleo de 1990;[2] a causa de la Guerra del Golfo.
- Crisis del petróleo de 2000.[3] En el Reino Unido se dieron protestas por el precio de los combustibles (la subida del precio del crudo de petróleo se combinó con la ya alta imposición fiscal).
- Crisis de la electricidad de California[4] (2000-2001); a causa del escándalo Enron (desregulación y corrupción de negocios).
- Crisis del gas natural de 2021-2022.[5][6][7][8]

## Pico del petróleo

Países productores que han alcanzado el cénit de producción de petróleo

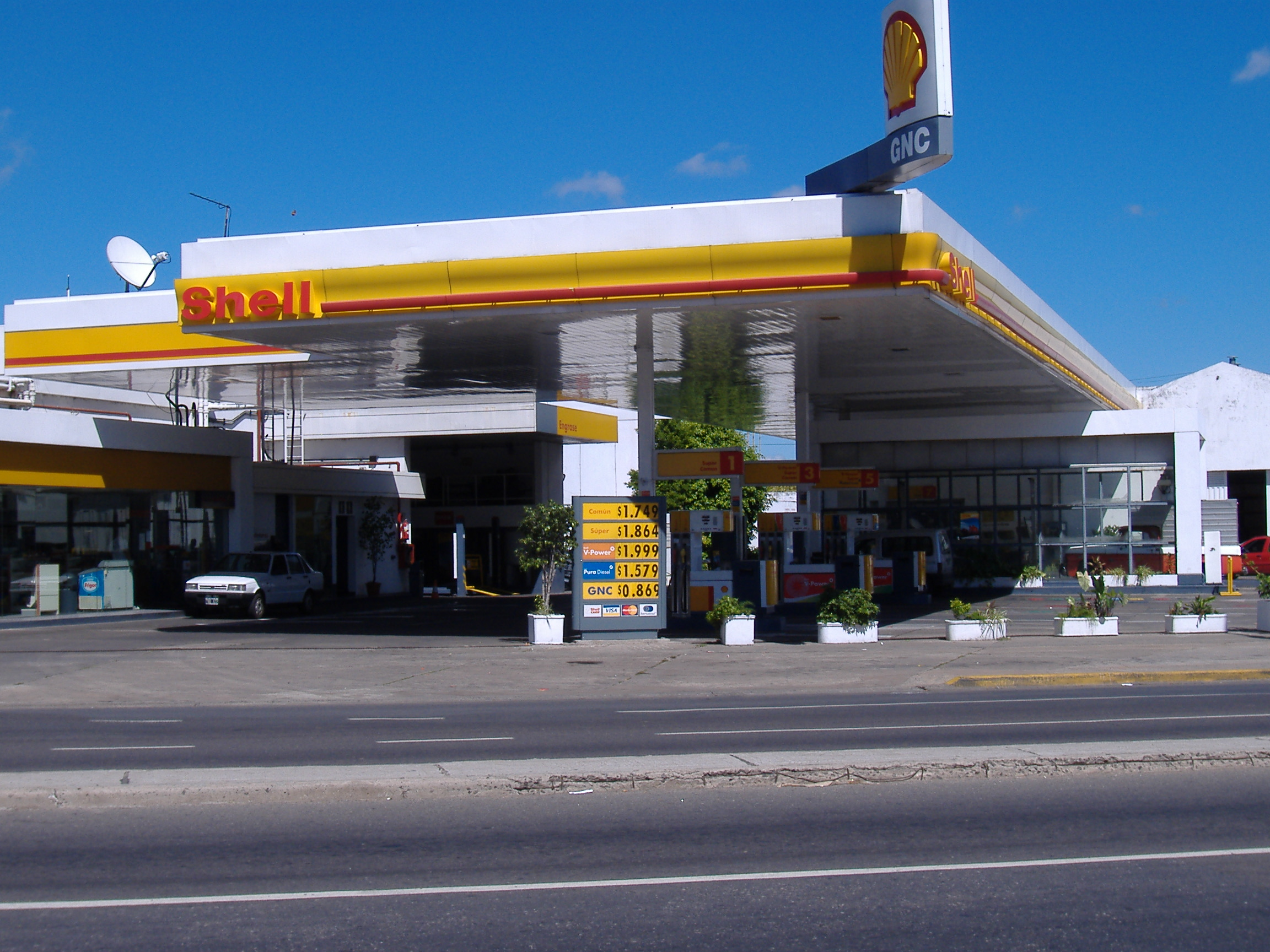
Una gasolinera.

Existe mucho debate acerca del "pico del petróleo", que se define como el momento en el que no es posible seguir aumentando la producción de petróleo incluso aunque aumenten los recursos destinados a su extracción. En ese momento la producción mundial de petróleo alcanzará un tope a partir del cual empezará una disminución irreversible. Dado que el petróleo es un recurso finito y el ritmo al que se consume es mucho más rápido que el ritmo al que se descubren de nuevas reservas, los campos petrolíferos se van consumiendo sin que se descubran nuevos campos en número y con un volumen suficientes para reemplazarlos. Fuentes de  expertos como el Energy Watch Group afirman como el que el pico del petróleo se alcanzó en 2006. Otros expertos afirman que este punto se está produciendo en la actualidad o que se alcanzará en la próxima década, mientras algunos argumentan que esto no sucederá en muchas décadas.
Las implicaciones del pico de producción de petróleo son numerosas debido a las características únicas del petróleo como fuente de energía y materias primas, así como el subsidio energético imprescindible para otras fuentes de energía. El hecho de que la oferta no sea capaz de atender la demanda comportaría una probable inestabilidad de precios y una espiral de recesión económica, además de fuertes implicaciones geopolíticas. En teoría, también llevaría a incrementar los esfuerzos para desarrollar formas de energía alternativas y, simultáneamente, encontrar formas más eficientes de usar la energía. Por otra parte, el mayor problema que vaticina esta teoría no puede leerse en términos económicos (de coste de la energía) sino directamente energéticos: a medida que las prospecciones petrolíferas se realizan en lugares menos propicios, o se extraen crudos menos energéticos, la tasa de retorno energético (TRE, la cantidad de energía conseguida en relación con la energía invertida en dicha extracción) va disminuyendo. Se estima que, a principios de siglo, sólo era necesario gastar un barril de petróleo para obtener cien, mientras en la actualidad, esa relación ha bajado a 1 gastado por cada 15 conseguidos. En el momento en que esa relación llega a 10:1, se estima que una fuente de energía deja de ser rentable, independientemente de otras consideraciones como las reservas que puedan quedar en el subsuelo.
La historia de la producción de petróleo en los Estados Unidos se utiliza a menudo para ilustrar la teoría del pico de petróleo. Durante la primera parte del siglo XX, los Estados Unidos fueron el mayor productor mundial de petróleo, pero la producción anual alcanzó su pico hacia 1970. El declive ha sido desde entonces irreversible, a pesar de la utilización de tecnologías que permiten mayor profundización en la perforación de pozos y del aumento de los campos de exploración. Sin embargo estas tecnologías tienen una baja TRE, y es muy dudoso que los Estados Unidos puedan producir otra vez tanto petróleo como hicieran en los años 70.

## Futuro y fuentes de energía alternativas
Algunos expertos[¿quién?] sostienen que el mundo se encamina hacia una crisis de energía global debido al declive en la disponibilidad de petróleo barato y recomiendan disminuir la dependencia del combustible fósil. Esto ha hecho incrementar el interés en la investigación de combustibles y energías alternativas tales como la tecnología de la célula de combustible, del hidrógeno, del metanol, del biocombustible, de la energía solar, de la energía de las mareas y de la energía eólica. Hasta ahora, únicamente la energía hidroeléctrica, la eólica y la energía nuclear han sido alternativas significativas al combustible fósil. El hidrógeno se está fabricando, consumiendo mucha energía, a partir del gas natural, el cual también está sufriendo una disminución de la producción en todas partes. En los casos en que el hidrógeno se obtiene de otras fuentes distintas también necesita consumir mucha energía. Por eso al hidrógeno se le considera un 'vector' de energía y no una 'fuente'.
Ha habido predicciones alarmantes de grupos tales como el Club de Roma de que el mundo agotaría el petróleo durante el siglo XXI. A pesar de que la tecnología ha facilitado la mejor eficiencia en la extracción, el mundo tiene un conflicto para proveerse de petróleo al verse obligado a utilizar métodos más costosos y menos productivos como la perforación de las profundidades marinas, y la explotación de áreas sensibles medioambientales tales como el Refugio Nacional de Vida Silvestre del Ártico. La población mundial sigue creciendo a razón de un cuarto de millón por día, lo que incrementa el consumo de energía. El consumo de energía per cápita de China, India y otros países en desarrollo sigue incrementándose a medida que las personas que viven en estos países adoptan los estilos de vida occidentales. Actualmente, una pequeña parte de la población mundial consume una gran parte de los recursos, en el caso de Estados Unidos con una población de 330 millones de personas, consume más petróleo que China con 1400 millones. 
Los mecanismos de eficiencia (“energía de los negavatios”) pueden proporcionar un plus de energía significativo. Esta expresión se utiliza para describir los incrementos de eficiencia en lugar del incremento de la capacidad de generación de las plantas de energía. De esta manera, se trata de medidas del lado de la demanda en lugar de la oferta.

### En español
- AEREN - www.crisisenergetica.org - Representación española de la "Association for the Study of Peak Oil and Gas - ASPO" y lugar de debate con información sobre la actual crisis energética.

### En inglés
- Association for the study of peak oil and gas – Que afirma que la producción mundial de petróleo declinará pronto.
- OPEP, Organización de los Países Exportadores de Petróleo

- Datos: Q1341376
- Multimedia: Energy crises / Q1341376